# Feuerbrust-Mistelfresser
Der Feuerbrust-Mistelfresser (Dicaeum ignipectus, Syn.: Myzanthe ignipectus; Micrura ignipectus) ist eine Vogelart aus der Familie der Mistelfresser (Dicaeidae).
Der lateinische Artzusatz kommt von lateinisch ignis ‚Feuer‘ und lateinisch pectus ‚Brust‘.
Der Vogel kommt in Südostasien vor in Bhutan, China, Hongkong, Indien, Laos, Nepal, Taiwan, Thailand und Vietnam.
Das Verbreitungsgebiet umfasst Bergwald, bewaldete Hügel,  subtropischen immergrünen und laubabwerfenden Wald, gerne Eichen von 600 – 2700 m Höhe.

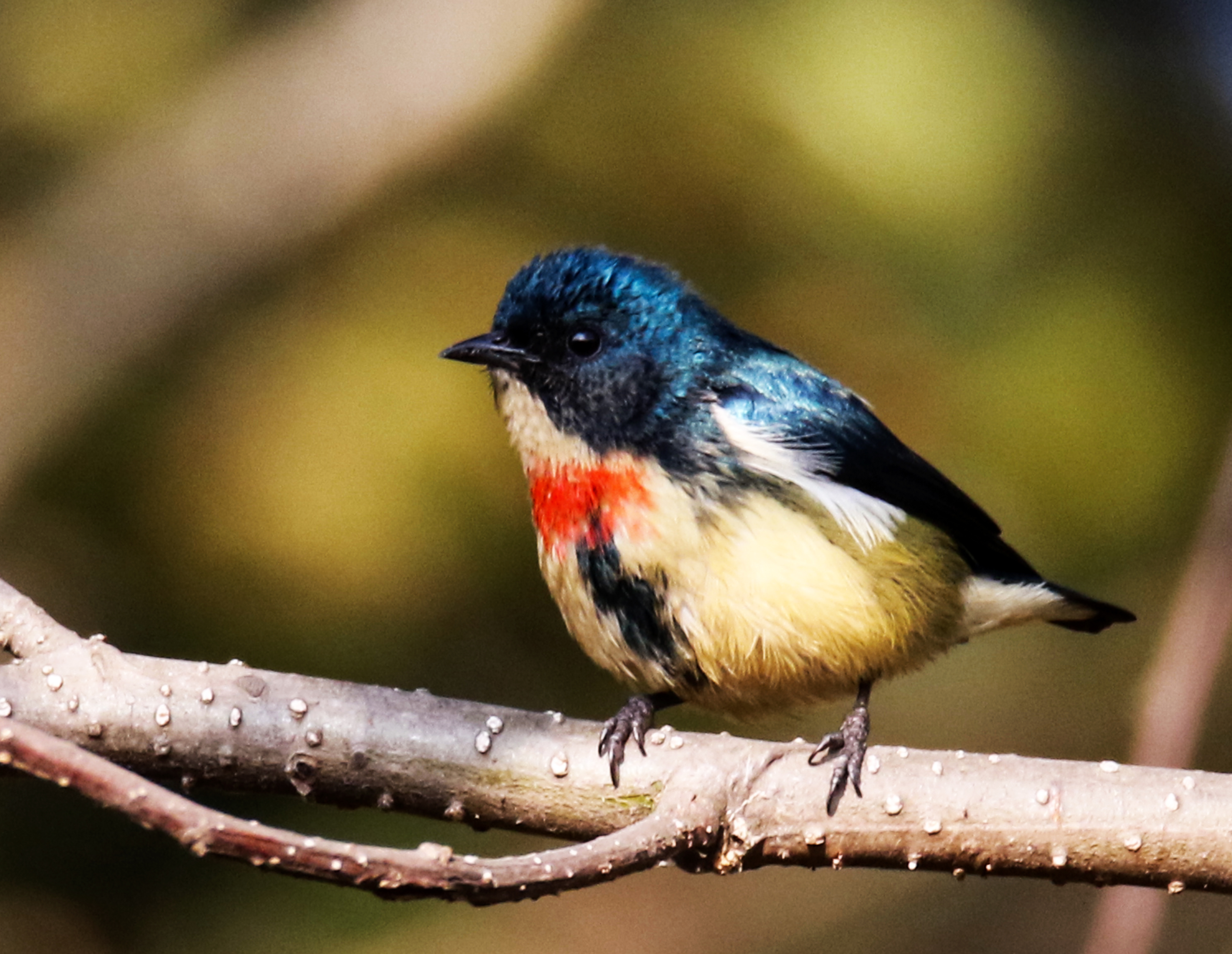
Männchen der Nominatform

## Merkmale
Die Art ist 7–9 cm groß, das Männchen wiegt 4–8, das Weibchen 5–6 g. Es besteht ein deutlicher Sexualdimorphismus. Das Männchen ist auf der Oberseite und dem Scheitel glänzend grünlich-schwarz, mit schwarzem Gesicht, die Kehle und die Unterseite sind cremefarben weiß bis gelbbraun. Auf der Brust ist ein scharlachroter Fleck. Der lange gebogene Schnabel ist bläulich-schwarz. Das Weibchen hat eine olivgrüne Oberseite, Kopf und Hals sind bräunlich, der Schnabel braun, die Unterseite gelbbraun. Flügel und Schwanz sind bei beiden Geschlechtern schwarz.

## Geografische Variation
Es werden folgende Unterarten anerkannt:
- D. i. ignipectus (Blyth, 1843), Nominatform – Himalaya von Kaschmir östlich bis Nordostindien (Arunachal Pradesh, Assam), Südosten von Bangladesch, China (Shaanxi und Henan bis Xizang, Yunnan, Hainan, Guangdong und Fujian), Myanmar, Nordthailand, Laos, Vietnam und Osten Kambodschas (Phumi Dak)
- D. i. formosum Ogilvie-Grant, 1912 – Taiwan
- D. i. dolichorhynchum Deignan, 1938 – Malaiische Halbinsel

Zusätzlich werden von Avibase und IOC World Bird List noch folgende Unterarten anerkannt:
- Dicaeum ignipectus cambodianum Delacour & Jabouille, 1928: Berge in Thailand und Kambodscha
- Dicaeum ignipectus beccarii Robinson & Kloss, 1916: Bergwald von Sumatra
- Dicaeum ignipectus luzoniense Ogilvie-Grant, 1894: nördliche Philippinen
- Dicaeum ignipectus bonga E. J. O. Hartert, 1904: Philippinen (Samar-Inseln)
- Dicaeum ignipectus apo E. J. O. Hartert, 1904: Berge der südlichen Philippinen (Negros und Mindanao)

## Stimme
Der Ruf des Männchens wird als hochtoniges summendes „zeeep“ oder „bzeeep“, identisch mit dem des Blassschnabel-Mistelfressers (Dicaeum erythrorhynchos) beschrieben.

## Lebensweise
Die Nahrung besteht hauptsächlich aus Früchten und Nektar, besonders von Misteln (Scurrula rhododendricolus) und Feigen (Ficus sumatrana), aber auch kleine Spinnentiere und Insekten. Meist sind diese Vögel einzeln, zu zweit oder in kleinen Gruppen unterwegs.
Die Brutzeit liegt zwischen März und Juni in Indien, zwischen Februar und April in Myanmar. Es werden 2 oder 3 weiße Eier gelegt.
Die Art ist ein Standvogel mit Höhenwanderung im Winter in flachere Gegenden (im Sommer 1400–2500, im Winter von 0 bis 2500 m Höhe).

## Gefährdungssituation
Der Bestand gilt als nicht gefährdet (Least Concern).